# Carphephorus
Carphephorus é um género botânico pertencente à família Asteraceae.